# ナフトガス・ウクライナ

ロゴ

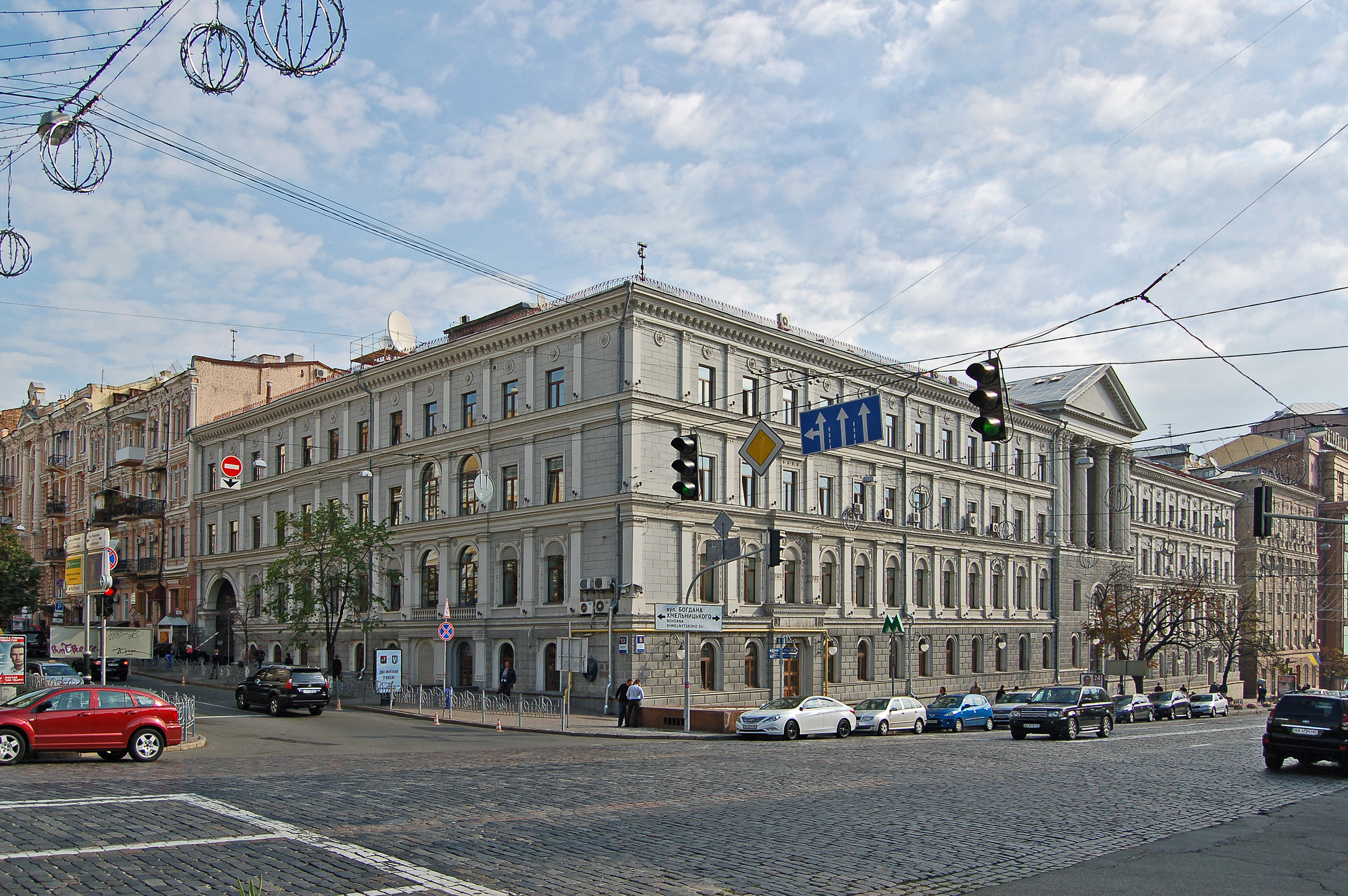
ナフトガス・ウクライナ本社（在キーウ、2012年）

ナフトガス・ウクライナ（ウクライナ語: Нафтогаз України＝ウクライナの石油・ガスの意味）は、ウクライナ最大の石油・ガス会社である。

## 概要
ナフトガス・ウクライナは、ウクライナ最大の石油およびガスの会社で、ウクライナ政府下の国営企業である。垂直統合企業で、探鉱作業と鉱床の開発、天然ガスと原油の操業と探索掘削、採掘、輸送、精製、消費者への天然ガスと液化ガスの供給の完全なサイクルを施行してきた。
現在は、ウクライナの幹線天然ガス・パイプラインと地下天然ガス貯蔵所のシステムは、ナフトガスの子会社であるウクルトランスガス（Ukrtransgaz）によって運営されている。2009年の時点で、同社には38,200 kmの高圧ガス輸送パイプラインと、300億立方メートルを超えるガス貯蔵容量があった。ロシアと欧州連合の間に位置するこの主要なガス・インフラにより、同社は地域の政治で目立つようになっている。ナフトガスの別の子会社であるウクライナ・ガスは、地元の地域暖房会社への国内ガス配給を担当している。
2022年2月よりロシアによるウクライナ軍事侵攻が開始されたことで顧客の多くが代金を支払えなくなり現金不足に陥った。このため7月には国外の債権者に対し債務支払いの2年間延期を要請したものの同意が得られず、7月26日に期限を迎える債権支払いを履行できないこととなり、債務不履行となった。ウクライナの政府系企業がデフォルトに陥った最初のケースとなった。
ナフトガス・ウクライナとロシアのガスプロムとの間では、ガス紛争が行われてきた。

## 参照項目
- ウクライナの天然ガス配布システム (Natural gas transmission system of Ukraine)
- ロシア・ウクライナのガス紛争